# Linia kolejowa Gerstungen – Vacha
Linia kolejowa Gerstungen – Vacha – linia kolejowa w Niemczech, w kraju związkowym Turyngia i Hesja. Biegnie z miejscowości Gerstungen do miasta Vacha.